# Монфермеј
Монфермеј (фр. Montfermeil) град је у Француској, у департману Сена Сен Дени.
По подацима из 1999. године број становника у месту је био 24.121.

## Демографија
| 1962.  | 1968.  | 1975.  | 1982.  | 1990.  | 1999.  | 2011.  |
| ------ | ------ | ------ | ------ | ------ | ------ | ------ |
| 12.019 | 21.063 | 23.237 | 22.926 | 25.556 | 24.121 | 25.963 |

## Партнерски градови
- Вустерхаузен